# Nathan Myhrvold
Nathan Paul Myhrvold (né le 3 août 1959 à Seattle), anciennement directeur des systèmes d'information de Microsoft, est le cofondateur d’Intellectual Ventures (en). Myhrvold, généralement avec des co-inventeurs, détient 17 brevets américains pour Microsoft, mais en a demandé plus de 500. De plus, Myhrvold et ses co-inventeurs détiennent 115 licences U.S. de The Invention Science Fund I, LLC.

## Enfance et formation
Nathan Myhrvold fut inscrit à l'école pour enfants surdoués Mirman School (en), et entra dans l'enseignement supérieur à 14 ans. Il étudia les mathématiques, la géophysique, et la physique spatiale à l'Université de Californie à Los Angeles (BSc, Masters). Il fut récompensé par la Hertz Foundation (en) pour ses études, et entra à l'université de Princeton, où il obtint une maîtrise en économathématiques, puis un doctorat en physique mathématique et théorique à l'âge de 23 ans. Il étudia également au Santa Monica College. Pendant un an, il suivit un post-doctorat à l'université de Cambridge sous supervision de Stephen Hawking, où il étudia la cosmologie, la théorie quantique en espace courbé, et la théorie quantique de la gravitation.

## Carrière professionnelle
Nathan Myhrvold quitta Cambridge pour cofonder une start-up informatique à Oakland en Californie. L'entreprise, Dynamical Systems Research Inc., lança Mondrian, un clone de l'environnement multitâche IBM TopView pour DOS. Microsoft acheta DSR en 1986.
Myhrvold travailla pour Microsoft pendant 13 années. Chez Microsoft, il fonda Microsoft Research en 1991.
Après Microsoft, en 2000 Myhrvold cofonda Intellectual Ventures (en), une société de recherche dans le domaine de la technologie et de l'énergie, détenant plus de 30 000 brevets et dont les pratiques des affaires ont suscité polémique à diverses reprises, et parfois qualifiée d'entreprise Patent troll. La société détient notamment TerraPower, une entreprise qui tente de développer un réacteur nucléaire sécurisé et bon marché, dans le cadre de la stratégie de Bill Gates « Zéro émission carbone » en 2050. Gates exposa sa vision du futur de l'énergie à l'occasion de la Conférence TED 2010. L'usine fonctionnerait avec de l'uranium naturel ou appauvri, avec une durée de vie de 100 années sans rechargement.
Il fait notamment partie du Board of Directors de DreamWorks Animation.

## Hobbies et activités diverses
Nathan Myhrvold est un photographe reconnu de nature et de vie sauvage,.

### Sciences
Nathan Myhrvold est également impliqué dans des recherches et expéditions paléontologiques en collaboration avec le Museum of the Rockies. Ses travaux sont parus dans des journaux scientifiques tels Science, Nature, Paleobiology (en) (With Philip John Currie), PLOS One et Physical Review, aussi bien que dans Fortune, Time, Scientific American, National Geographic Traveler et Slate. Lui et Peter Rinearson ont aidé Bill Gates à écrire The Road Ahead, un livre consacré au futur, qui devint no 1 sur la liste du New York Times bestseller en 1995 et 1996. Myhrvold a contribué pour un million de dollars américains  au projet non commercial SETI à Mountain View en Californie, pour le développement de l'Allen Telescope Array, qui devrait être le plus grand radiotélescope du monde.
Après que le Science Museum de Londres eut créé une section consacrée à la Machine à différences #2 de Charles Babbage en 1991, Myhrvold finança la construction de la section consacrée aux output, dont à l'impression, des résultats des calculs. Il commanda également la construction d'une seconde Machine à différences #2 pour lui-même, qui est désormais exposée au Musée de l'histoire de l'ordinateur à Mountain View en Californie depuis le 18 mai 2010,,.

### Cuisine
En plus de ses intérêts pour les affaires, l'informatique et les sciences, Nathan Myhrvold est également diplômé en cuisine française, et a fini premier et second au championnat du monde de barbecue à Memphis au Tennessee. Ses premières expériences culinaires datent de l'époque où il fut accepté comme observateur et apprenti au Rover's, l'un des restaurants les plus cotés de Seattle, où officiait le chef Thierry Rautureau. Myhrvold est l'initiateur et le principal auteur du livre de cuisine de référence Modernist Cuisine, publié en mars 2011 (novembre 2011 en son édition française), où sont exposées à la fois recettes et explications scientifiques appliquées aux cuisines traditionnelles et modernistes.
Le 27 mai 2017, il publie avec Francisco Migoya Modernist Bread: The Art and Science, nouvelle encyclopédie en cinq volumes et 2 300 pages consacrée au pain.

## Engagements
Le 20 décembre 2009, Nathan Myhrvold apparaît au show CNN Fareed Zakaria GPS, et y discute de l'idée de supprimer le réchauffement global / changement climatique en utilisant la géo-ingénierie. Son projet inclut des tuyaux suspendus à des ballon à hélium à 25 kilomètres d'altitude au-dessus de la Terre. Ces tuyaux seraient positionnés à proximité des pôles Nord et Sud et émettraient du dioxyde de soufre, qui est connu pour disperser la lumière. Nathan Myhrvold estime qu'un tel dispositif pourrait « aisément diminuer l'intensité du Soleil de un pour cent, et le faire ainsi de façon invisible ».

## Affiliations et prix
Nathan Myhrvold est par ailleurs membre du conseil de l'USA Science and Engineering Festival (en).
En 2010, il fut cité par le magazine Foreign Policy dans sa liste des 100 personnalités global thinkers.

## Publications notoires
- La route du futur (The Road Ahead), de Bill Gates, Nathan Myhrvold et Peter Rinearson (1995), éditions Robert Laffont,  (ISBN 2-266-07515-2)
- Modernist Cuisine, de Nathan Myrhvold, Chris Young et Maxime Bilet (2011), éditions Taschen,  (ISBN 978-3-8365-3257-0)